# Xã Luverne, Quận Rock, Minnesota
Xã Luverne (tiếng Anh: Luverne Township) là một xã thuộc quận Rock, tiểu bang Minnesota, Hoa Kỳ. Năm 2010, dân số của xã này là 479 người.